# Ashton-in-Makerfield
Ashton-in-Makerfield este un oraș în comitatul Greater Manchester, regiunea North West England, Anglia. Orașul se află în districtul metropolitan Wigan.